# Episodi de La complicata vita di Christine (prima stagione)
La prima stagione della serie televisiva La complicata vita di Christine è stata trasmessa negli USA da CBS a partire dal 13 marzo 2006, mentre in Italia è andata in onda su Rai 2 a partire dal 16 luglio 2008.
| nº | Titolo originale                       | Titolo italiano            | Prima TV USA   | Prima TV Italia |
| -- | -------------------------------------- | -------------------------- | -------------- | --------------- |
| 1  | Pilot                                  | Primo giorno di scuola     | 13 marzo 2006  | 16 luglio 2008  |
| 2  | Supertramp                             | Il soprannome              | 13 marzo 2006  | 17 luglio 2008  |
| 3  | Open Water                             | Nuotando si impara         | 20 marzo 2006  | 18 luglio 2008  |
| 4  | One Toe Over the Line, Sweet Jesus     | Doppia crisi               | 27 marzo 2006  | 21 luglio 2008  |
| 5  | I'll Show You Mine                     | Lo amo o non lo amo?       | 3 aprile 2006  | 22 luglio 2008  |
| 6  | The Other F Word                       | Una classe a colori        | 10 aprile 2006 | 23 luglio 2008  |
| 7  | Long Day's Journey Into Stan           | La compilation             | 17 aprile 2006 | 24 luglio 2008  |
| 8  | Teach Your Children Well               | Una giornata particolare   | 24 aprile 2006 | 28 luglio 2008  |
| 9  | Ritchie Has Two Mommies                | Le due mamme               | 1º maggio 2006 | 29 luglio 2008  |
| 10 | No Fault Divorce                       | Divorziati in casa         | 8 maggio 2006  | 30 luglio 2008  |
| 11 | Exile on Lame Street                   | Il concerto                | 15 maggio 2006 | 31 luglio 2008  |
| 12 | Some of my Best Friends Are Portuguese | Christine e il Portogallo  | 22 maggio 2006 | 1º agosto 2008  |
| 13 | A Fair to Remember (1)                 | Una festa da ricordare (1) | 22 maggio 2006 | 4 agosto 2008   |